# Nhà thờ Chúa Ba Ngôi ở Kraków (Phố Krakowska)
Nhà thờ Chúa Ba Ngôi ở Kraków (tiếng Ba Lan: Kościół Świętej Trójcy w Krakowie (ul. Krakowska)) là một nhà thờ Công giáo La Mã tọa lạc ở số 48 phố Krakowska, tại thành phố Kraków, Ba Lan. Nhà thờ này có tên trong danh sách các di tích văn hóa của Ba Lan.

## Lịch sử
| Mốc lịch sử | Mô tả |
| ----------- | --- |
| Thế kỷ 18   | - Các tu sĩ dòng Đa Minh bắt đầu xây dựng nhà thờ Chúa Ba Ngôi vào năm 1741. Không lâu sau đó, do gặp vấn đề tài chính nên công trình buộc phải tạm gác lại. Nhà thờ tiếp tục được xây dựng vào năm 1751. - Phần mặt tiền kiểu Baroque muộn do kiến trúc sư Francesco Placidi đảm nhiệm. - Họa sĩ Józef Piltz (đến từ Moravia) phụ trách bức bích họa trang trí vòm tại lễ đường. Bức bích họa này phác họa hình ảnh Đức Trinh Nữ Maria cùng với những thiên thần đang cứu chuộc các tù nhân khỏi bị giam cầm. - Năm 1758, Giám mục Franciszek Potkański đã cử hành lễ thánh hiến long trọng cho nhà thờ này. |
| Năm 1940    | - Bàn thờ chính của nhà thờ Chúa Ba Ngôi được Giám mục Stanisław Rospond thánh hiến. |

## Hình ảnh

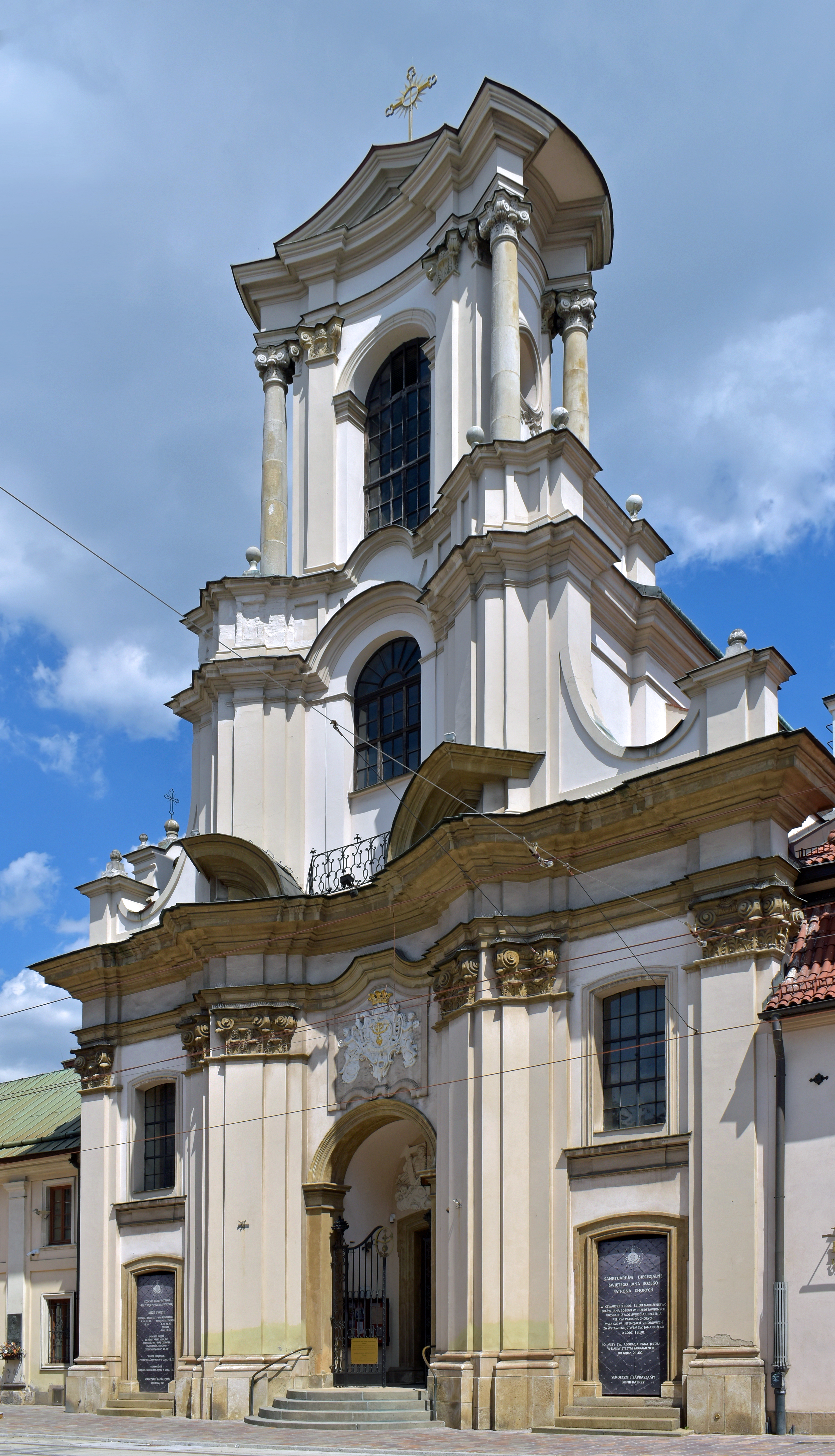
Mặt tiền (2020)
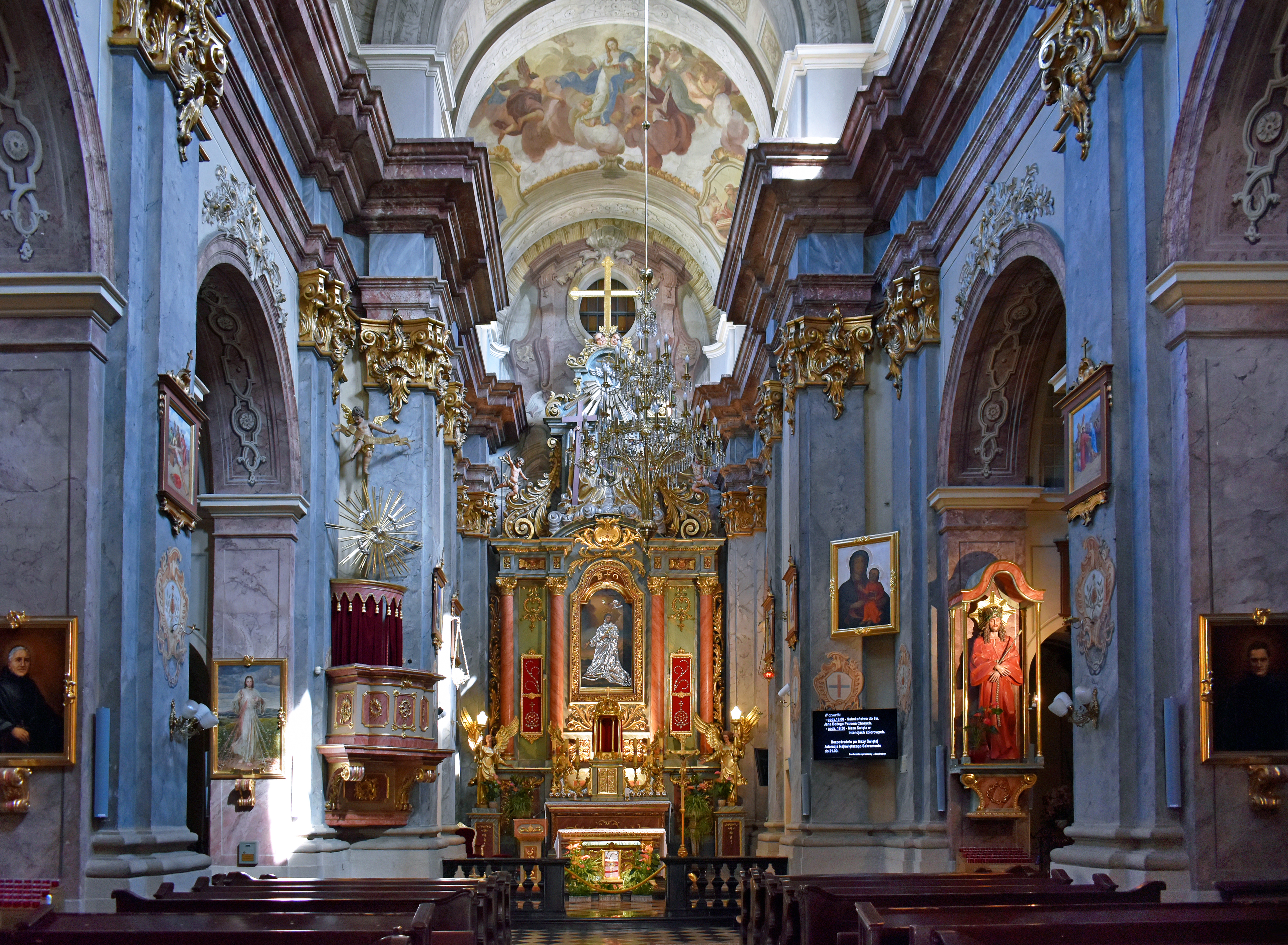
Lễ đường (2020)
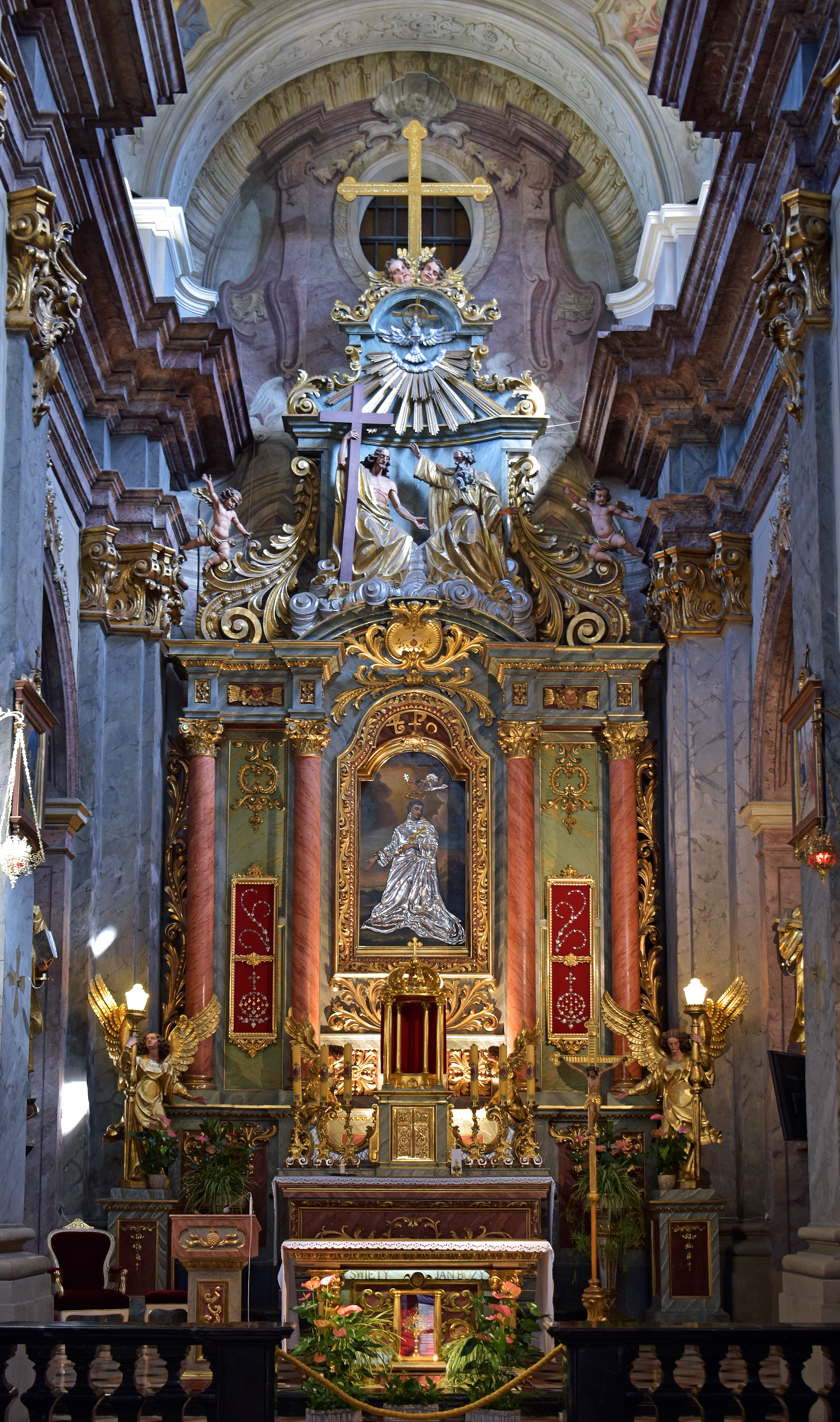
Bàn thờ chính (2020)